# 180 Garumna
180 Garumna је астероид главног астероидног појаса чија средња удаљеност од Сунца износи 2,719 астрономских јединица (АЈ).
Апсолутна магнитуда астероида је 10,31 а геометријски албедо 0,160.